# Rodrigo Pérez (urugwajski piłkarz)
Rodrigo Pérez Casada (ur. 23 lipca 1996 w Montevideo) – urugwajski piłkarz pochodzenia włoskiego występujący na pozycji środkowego pomocnika, od 2024 roku zawodnik Peñarolu.